# 우론산

글루쿠론산의 β-D 형태 (산화 후)

글루코스 (산화 전)

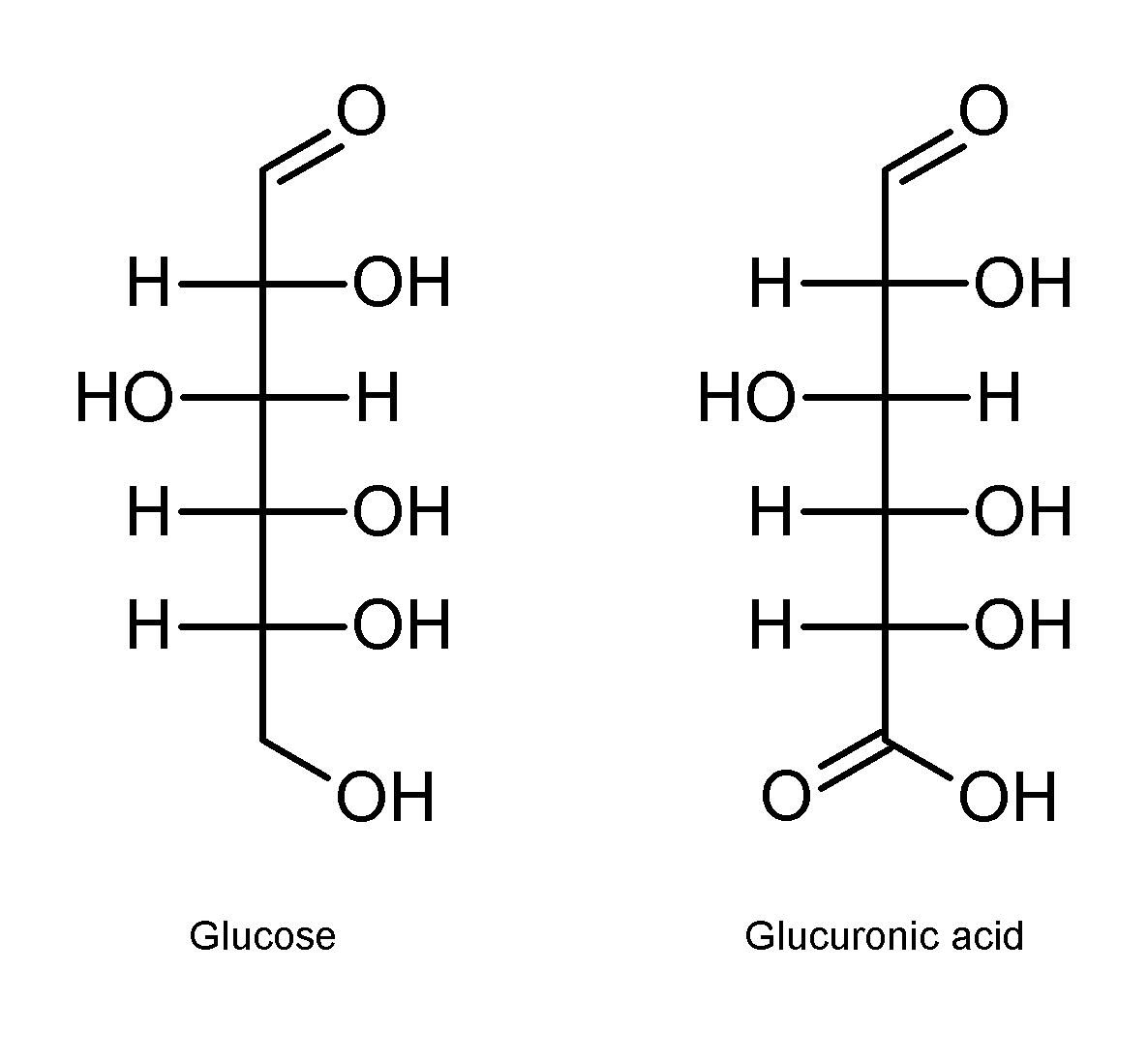
포도당과 글루쿠론산의 피셔 투영식. 포도당의 말단 탄소의 1차 알코올 작용기는 카복실산으로 산화되었다.

우론산(영어: uronic acid)은 카보닐기 및 카복실기를 둘 다 가지고 있는 당산의 한 종류이다. 우론산은 카보닐기로부터 가장 멀리 위치한 하이드록실기가 카복실산으로 산화된 당이다. 일반적으로 당은 알도스이지만 프럭투론산도 생성된다. 말단 알데하이드의 산화는 대신에 알돈산을 생성하는 반면, 말단 하이드록실기와 알데하이드의 산화는 알다르산을 생성한다. 우론산의 이름은 일반적으로 모체가 되는 당을 기반으로 명명되는데, 예를 들어 글루코스(포도당)의 우론산 유사체는 글루쿠론산이다. 6탄당에서 유래된 우론산은 헥수론산으로 알려져 있고, 5탄당에서 유래된 우론산은 펜투론산으로 알려져 있다.

## 예
이러한 화합물 중 일부는 중요한 생화학적 기능을 가지고 있다. 예를 들어 인체의 많은 노폐물들은 글루쿠론산염의 형태로 소변으로 배설되며, 이두론산은 프로테오글리칸과 같은 일부 구조적 복합체의 구성 요소이다.

## 같이 보기
- 글루콘산
- 글루쿠론산
- 아이소사카린산
- 울론산